# Diogo Correa de Oliveira
Diogo Correa de Oliveira (São Bernardo do Campo, 8 de abril de 1983-Maringá, 9 de junio de 2021) fue un futbolista brasileño que se desempeñaba como delantero.

## Carrera deportiva
Jugó para clubes como el Santos, Flamengo, Kalmar FF, Juventude, IFK Norrköping, ABC, Consadole Sapporo y Tokushima Vortis

## Trayectoria

### Clubes
| Club              | País   | Año         |
| ----------------- | ------ | ----------- |
| Santos            | Brasil | 1998 - 2001 |
| Jabaquara         | Brasil | 2002        |
| Rio Branco        | Brasil | 2003        |
| América           | Brasil | 2003        |
| Flamengo          | Brasil | 2004        |
| Kalmar FF         | Suecia | 2004 - 2005 |
| Juventude         | Brasil | 2005        |
| Aljazeera SC      | Libia  | 2005 - 2006 |
| IFK Norrköping    | Suecia | 2006 - 2007 |
| Adap Galo Maringá | Brasil | 2007        |
| Boavista          | Brasil | 2007 - 2008 |
| Brasiliense       | Brasil | 2008        |
| ABC               | Brasil | 2009        |
| Brusque           | Brasil | 2009        |
| São Bernardo      | Brasil | 2009 - 2010 |
| América           | Brasil | 2010        |
| Arapongas         | Brasil | 2011        |
| Consadole Sapporo | Japón  | 2011        |
| Tokushima Vortis  | Japón  | 2012        |
| Horizonte         | Brasil | 2013        |

## Muerte
Diogo murió el 9 de junio de 2021 en un accidente en su motocicleta en la ciudad de Maringá, Paraná, Brazil, a consecuencia de las heridas en la cabeza.